# ابریشم‌آویز
ابریشم‌آویز (نام علمی: Garrya) نام یک سرده از تیره ابریشم‌آویزان است.